# Far Cry 6
Far Cry 6 és un futur videojoc d'acció en primera persona desenvolupat per Ubisoft Toronto i publicat per Ubisoft. És la sisena entrega principal de la sèrie Far Cry, i s'espera que el seu llançament sigui per a l'any fiscal 2021/2022 per a Microsoft Windows, PlayStation 4, PlayStation 5, Xbox One, Xbox Sèries X/S i Google Stadia.
La història es desenvolupa en Yara, una illa fictícia del Carib, sota un règim feixista inspirat en el govern de Fulgencio Batista qui va exercir el poder de manera dictatorial a Cuba i va ser enderrocat per la Revolució de 1959. Per tal motiu l'equip d'Ubisoft va viatjar a Cuba per entrevistar-se amb antics guerrillers que van participar en el bàndol revolucionari liderat per Fidel Castro.
El jugador s'uneix al bàndol guerriller, que intenta enderrocar l'antagonista Anton Castell o "El president" la veu i modelat el dona Giancarlo Esposito. Anthony González per la seva banda, interpreta el fill i presumiblement futur dictador: Diego. Curiosament, Anton porta el cognom d'un altre dictador llatinoamericà: el feixista guatemalenc Carlos Castillo qui va exercir el poder de manera dictatorial després d'enderrocar a el govern de Jacobo Árbenz el 1954.